# Jorma Kontio
Erkki Jorma Kontio, född 7 augusti 1953 i Uleåborg, Norra Österbotten, är en finländsk travkusk och före detta travtränare. Kontio är Finlands och Nordens segerrikaste travkusk genom tiderna med över 12 000 segrar. Han är förstekusk hos Timo Nurmos och Katja Melkko.
Kontio har kört stjärnhästar som Readly Express, Opal Viking, Etain Royal, Varenne, Järvsöfaks, Gigant Neo, Up And Quick, Vala Boko, Sahara Dynamite, Red Hot Dynamite, Lisa America, Yatzy Brodda, Mellby Viking, Remington Crown, Villiam, Vitruvio, Jokivarren Kunkku och Houston Laukko.
Kontio är far till Anna-Julia Kontio.

## Karriär
Kontio vann sitt första travlopp redan som 13-åring 1967 med hästen Ulla-Maija. Kontio var proffstränare vid Teivo travbana från 1976 till 2001. Han avslutade sin travtränarkarriär 1994 och är sedan dess travkusk, catch driver, på heltid. Sedan 2001, då Kontio med familj flyttade till Enköping, är han verksam i Sverige.
Han har representerat Finland i World Driving Championship tre gånger, 1993, 1999 och 2001, och även segrat i Europeiskt mästerskap för kuskar 1985 och 1998.
Den 22 juli 2007 tog Kontio karriärens 8 000:e seger med hästen Vala Boko, vilket gjorde honom till Nordens segerrikaste travkusk. Den 16 augusti 2015 tog Kontio sin 10 000:e seger när han vann lopp med hästen Evartti i Pihtipudas i Finland.
2019 valdes han in i Travsportens Hall of Fame.

### Olyckor
Kontio har under sin karriär varit inblandad i flertalet olyckor på travbanorna. 2016 i Uleåborg föll han ur sulkyn bakom Surprise Lord, men klarade sig utan större skador.
Kontio var tillsammans med sin fru Päivi uppfödare och ägare till valacken La Verite (efter Readly Express) som spåddes en ljus framtid på travbanorna, men avled under ett lopp den 9 februari 2022 på Solvalla.

## Segrar i större lopp

### Grupp 1-lopp
| År   | Lopp                                       | Häst              | Tränare               |
| ---- | ------------------------------------------ | ----------------- | --------------------- |
| 1979 | Finskt Trav-Kriterium                      | Mini Bunter       | Jorma Kontio          |
| 1985 | Finlandialoppet                            | Keystone Patton   | Antti Savolainen      |
| 1986 | Finlandialoppet                            | Davidia Hanover   | Per Eriksson          |
| 1990 | Gran Premio Campionato Europeo             | Nealy Lobell      | Johnny Takter         |
| 1991 | Gran Premio Campionato Europeo             | Nealy Lobell      | Johnny Takter         |
| 1992 | Olympiatravet                              | Bravo Sund        | Veijo Heiskanen       |
| 1992 | Copenhagen Cup                             | Bravo Sund        | Veijo Heiskanen       |
| 1992 | Grand Prix l’UET                           | Jexpress Dahlia   | Jukka-Pekka Kauhanen  |
| 1992 | Finskt Trav-Kriterium                      | Ebony Eyes        | Timo Nurmos           |
| 1993 | Finskt Travderby                           | Ebony Eyes        | Timo Nurmos           |
| 1993 | Finskt Trav-Kriterium                      | Silver Game       | -                     |
| 1994 | Åby Stora Pris                             | Houston Laukko    | Pekka Yli-Houhala     |
| 1994 | Finskt Travderby                           | Silver Game       | -                     |
| 1994 | Europeiskt femåringschampionat             | Boss Is Back      | Heikki Korhonen       |
| 1995 | Grand Critérium de Vitesse                 | Houston Laukko    | Pekka Yli-Houhala     |
| 1995 | Hugo Åbergs Memorial                       | Houston Laukko    | Pekka Yli-Houhala     |
| 1995 | Breeders' Crown, 4-åriga ston              | Tender Bride      | Petri Salmela         |
| 1996 | Finskt Travderby                           | Louise Laukko     | Timo Nurmos           |
| 1996 | Svenskt Trav-Oaks                          | Hannah Newmen     | Ola Samuelsson        |
| 1997 | Finskt Travderby                           | Edu's Speedy      | Markku Nieminen       |
| 1998 | Suur-Hollola-loppet                        | Louise Laukko     | Anders Lindqvist      |
| 1998 | Gran Premio Palio Dei Comuni               | Louise Laukko     | Anders Lindqvist      |
| 1999 | Finskt Travderby                           | Obelix Laukko     | Timo Nurmos           |
| 2000 | Sprintermästaren                           | Rydens Sensation  | Stefan Melander       |
| 2001 | Olympiatravet                              | Etain Royal       | Pirjo Vauhkonen       |
| 2001 | E3-final (långa), hingstar/valacker        | Gigant Neo        | Stefan Melander       |
| 2001 | Åby Stora Pris                             | Etain Royal       | Pirjo Vauhkonen       |
| 2001 | Derbystoet                                 | Yatzy Brodda      | Stefan Melander       |
| 2001 | Breeders' Crown, 4-åriga ston              | Yatzy Brodda      | Stefan Melander       |
| 2002 | Konung Gustaf V:s Pokal                    | Gigant Neo        | Stefan Melander       |
| 2002 | E3-final (långa), ston                     | Rae Boko          | Markku Nieminen       |
| 2002 | E3-final (korta), ston                     | Rae Boko          | Markku Nieminen       |
| 2002 | Breeders' Crown, 3-åriga ston              | Rae Boko          | Markku Nieminen       |
| 2003 | Drottning Silvias Pokal                    | Rae Boko          | Markku Nieminen       |
| 2003 | Derbystoet                                 | Je t'Aime Dream   | Stig H. Johansson     |
| 2003 | Gran Premio delle Nazioni                  | H.P. Paque        | Trond Smedshammer     |
| 2003 | Gran Premio Orsi Mangelli                  | Southwind Vernon  | Stig H. Johansson     |
| 2004 | Gran Premio Orsi Mangelli                  | Passionate Kemp   | Markku Nieminen       |
| 2004 | Svensk Uppfödningslöpning                  | Bertuzzi          | Sölve Bäck            |
| 2004 | Critérium Continental                      | Opal Viking       | Nils Enqvist          |
| 2005 | Suur-Hollola-loppet                        | Cold Hard Wind    | Timo Nurmos           |
| 2005 | Svensk Uppfödningslöpning                  | Simb Chaplin      | Markku Nieminen       |
| 2006 | Ulf Thoresens Minneslopp                   | Simb Chaplin      | Markku Nieminen       |
| 2006 | Derbystoet                                 | Patricia du Ling  | Timo Nurmos           |
| 2006 | Breeders' Crown, 3-åriga hingstar/valacker | Sillochnubbe      | Tomas Malmqvist       |
| 2006 | Breeders' Crown, 3-åriga ston              | Vala Boko         | Timo Nurmos           |
| 2007 | Finlandialoppet                            | Opal Viking       | Nils Enqvist          |
| 2007 | Gran Premio Freccia d'Europa               | Opal Viking       | Nils Enqvist          |
| 2007 | Stochampionatet                            | Vala Boko         | Timo Nurmos           |
| 2007 | Suur-Hollola-loppet                        | Gold Strike       | Timo Nurmos           |
| 2007 | Finskt Travderby                           | Photocopy         | Heikki Korhonen       |
| 2007 | Breeders' Crown, 3-åriga hingstar/valacker | Sahara Dynamite   | Timo Nurmos           |
| 2008 | Grand Critérium de Vitesse                 | Opal Viking       | Nils Enqvist          |
| 2008 | Svenskt Travderby                          | Sahara Dynamite   | Timo Nurmos           |
| 2008 | Gran Premio Palio Dei Comuni               | Opal Viking       | Nils Enqvist          |
| 2008 | Finskt Trav-Kriterium                      | Target Hoss       | Timo Nurmos           |
| 2008 | Gran Premio delle Nazioni                  | Opal Viking       | Nils Enqvist          |
| 2008 | Gran Premio Allevatori                     | Mania             | Holger Ehlert         |
| 2008 | Svensk Uppfödningslöpning                  | Zimba Boko        | Markku Nieminen       |
| 2008 | Breeders' Crown, 4-åriga hingstar/valacker | Sahara Dynamite   | Timo Nurmos           |
| 2009 | E3-final (långa), hingstar/valacker        | Red Hot Dynamite  | Timo Nurmos           |
| 2009 | E3-final (korta), hingstar/valacker        | Red Hot Dynamite  | Timo Nurmos           |
| 2009 | Suur-Hollola-loppet                        | Bob Hope          | Timo Nurmos           |
| 2009 | Finskt Travderby                           | Target Hoss       | Timo Nurmos           |
| 2009 | Svenskt Travkriterium                      | Red Hot Dynamite  | Timo Nurmos           |
| 2009 | Gran Premio delle Nazioni                  | Opal Viking       | Nils Enqvist          |
| 2009 | Breeders' Crown, 3-åriga hingstar/valacker | Red Hot Dynamite  | Timo Nurmos           |
| 2010 | Oslo Grand Prix                            | Lisa America      | Jerry Riordan         |
| 2010 | E3-final (långa), hingstar/valacker        | Amaru Boko        | Timo Nurmos           |
| 2010 | Suur-Hollola-loppet                        | Bob Hope          | Timo Nurmos           |
| 2010 | Finskt Trav-Kriterium                      | Embassy Caviar    | Timo Nurmos           |
| 2011 | Suur-Hollola-loppet                        | Target Hoss       | Timo Nurmos           |
| 2011 | Finskt Travderby                           | Seabiscuit        | Timo Nurmos           |
| 2012 | E3-final (långa), hingstar/valacker        | Chelsea Boko      | Timo Nurmos           |
| 2012 | Svenskt Travkriterium                      | Chelsea Boko      | Timo Nurmos           |
| 2013 | Åby Stora Pris                             | Sebastian K.      | Åke Svanstedt         |
| 2014 | Europeiskt treåringschampionat             | Jontte Boy        | Tuomas Korvenoja      |
| 2015 | Derbystoet                                 | Evin Boko         | Timo Nurmos           |
| 2015 | Svenskt Travkriterium                      | Readly Express    | Timo Nurmos           |
| 2016 | Svenskt Travderby                          | Readly Express    | Timo Nurmos           |
| 2016 | Grand Prix l’UET                           | Readly Express    | Timo Nurmos           |
| 2017 | Jubileumspokalen                           | Readly Express    | Timo Nurmos           |
| 2017 | Europeiskt femåringschampionat             | Readly Express    | Timo Nurmos           |
| 2017 | Svenskt Travkriterium                      | Villiam           | Timo Nurmos           |
| 2018 | Åby Stora Pris                             | Readly Express    | Timo Nurmos           |
| 2018 | Finskt Travderby                           | Hachiko de Veluwe | Timo Nurmos           |
| 2018 | Grand Prix l’UET                           | Villiam           | Timo Nurmos           |
| 2019 | Oslo Grand Prix                            | Vitruvio          | Alessandro Gocciadoro |
| 2019 | Ulf Thoresens Minneslopp                   | Vitruvio          | Alessandro Gocciadoro |
| 2019 | Suur-Hollola-loppet                        | Hachiko de Veluwe | Timo Nurmos           |
| 2019 | Breeders' Crown, 3-åriga ston              | Ganga Bae         | Stefan Melander       |
| 2019 | Breeders' Crown, 3-åriga hingstar/valacker | Brother Bill      | Timo Nurmos           |
| 2020 | Paralympiatravet                           | Elian Web         | Katja Melkko          |
| 2020 | Suur-Hollola-loppet                        | Elian Web         | Katja Melkko          |
| 2020 | Finskt Trav-Kriterium                      | Sahara Jaeburn    | Timo Nurmos           |
| 2021 | Svenskt Travderby                          | Calgary Games     | Timo Nurmos           |
| 2021 | Grand Prix l’UET                           | Calgary Games     | Timo Nurmos           |